# آدم جوزيف فون كروغ
آدم جوزيف فون كروغ (بالدنماركية: Adam von Krogh)‏ هو عسكري دنماركي، ولد في 16 مايو 1768، وتوفي في 17 يناير 1839.